# پیراشکی خسروی

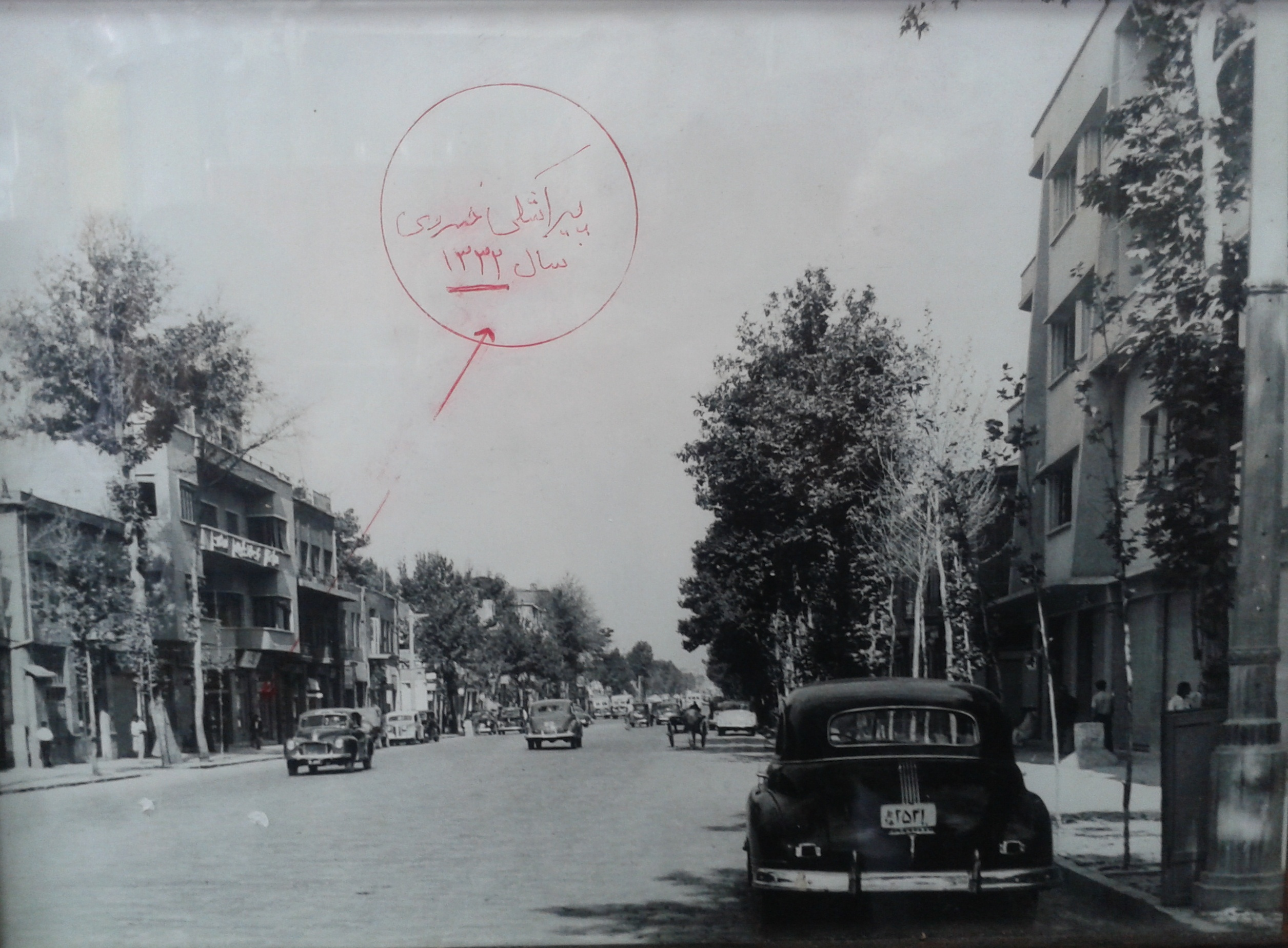
پیراشکی خسروی در خیابان نادری (سال ۱۳۳۲)

پیراشکی خسروی، نام یکی از پیراشکی‌فروشی‌های قدیمی شهر تهران است که ۷۶ سال پیش در خیابان جمهوری (نادری سابق) تأسیس شد.

## پیشینه
در سال ۱۳۲۸ خورشیدی، شخصی به‌نام گی گو که از ارامنه بود، به همراه شریک ایرانی خود به‌نام خسروی، مغازه‌ای را در خیابان قوام‌السلطنه (خیابان سی تیر فعلی) تأسیس کرد و برای نخستین بار پیراشکی وارد تهران شد. پیراشکی‌هایی پرشده با کِرِم، کلم، سیب‌زمینی و سوسیس و کالباس از تولیدات آن‌ها بود. بعدها مغازه آن‌ها تغییر مکان داد و به کنار کافه نادری که یکی از هتل‌ها و کافههای قدیمی تهران است منتقل شد. نزدیک بودن این مغازه به کافه نادری و واقع شدنش در خیابان نادری که آن زمان یکی از خیابان‌های مدرن تهران بود، باعث شد تا افراد بسیاری از جمله هنرمندان و ورزشکاران به آن مراجعه کنند.

## وضعیت کنونی
در سال ۱۳۹۲، آرمن مگردیچیان که مدیریت پیراشکی خسروی را بر عهده داشت درگذشت. در حال حاضر پیراشکی خسروی به مکان دیگری در خیابان جمهوری نزدیک پاساژ علاءالدین منتقل شده‌است و توسط نوهٔ گی گو (بنیانگذار آن) اداره می‌شود.